# Верхние Леканды
Верхние Леканды (баш. Үрге Ләкәнде) — деревня в Аургазинском районе Республики Башкортостан Российской Федерации. Входит в состав Нагадакского сельсовета. Население на 1 января 2009 года составляло 74 человека.
Почтовый индекс — 453499, код ОКАТО — 80205828002.

## География

### Географическое положение
Расстояние до:
- районного центра (Толбазы): 27 км,
- центра сельсовета (Татарский Нагадак): 4 км,
- ближайшей ж/д станции (Нагадак): 4 км.

## История
В «Списке населенных мест по сведениям 1870 года», изданном в 1877 году, населённый пункт упомянут как деревня Верхние Леканды 1-го стана Стерлитамакского уезда Уфимской губернии. Располагалась при речке Кусь-илге, по правую сторону Оренбургского почтового тракта из Стерлитамака в Уфу, в 63 верстах от уездного города Стерлитамака и в 22 верстах от становой квартиры в деревне Толбазы (Адиль-Муратова). В деревне, в 35 дворах жили 210 человек (103 мужчины и 107 женщин, тептяри), были мечеть и водяная мельница. Жители занимались лесным промыслом.

## Население
| 2002 | 2009 | 2010 |
| ---- | ---- | ---- |
| 82   | ↘74  | ↘72  |

Согласно переписи 2002 года, преобладающие национальности — татары (35 %), башкиры (65 %).